# Lomnistá
Lomnistá – potok w Niżnych Tatrach na Słowacji. Jest dopływem cieku o nazwie Jasenský potok. Ma źródła na wysokości około 1670 m poniżej kotła lodowcowego na południowo-zachodnich stokach szczytu Kotliská. Początkowo spływa w kierunku południowo-wschodnim, szybko jednak, pod południowymi stokami Chabeneca zmienia kierunek na południowy i spływa kręta Doliną Łomnistą (Lomnistá dolina). Jego zlewnia w większości obejmuje tereny tej doliny. W dolnym biegu opuszcza Niżne Tatry i wypływa na Dolinę Górnego Hronu. W zabudowanym terenie miejscowości Jasenie uchodzi do potoku Jasenský potok jako jego lewy dopływ. Następuje to na wysokości 522 m, w miejscu o współrzędnych 48°50′42″N 19°27′36″E/48,845000 19,460000.
Lomnistá ma długość 12,6 km, z czego w obrębie Doliny Łomnistej 12 km. Wzdłuż potoku prowadzi droga, a nią dwa szlaki turystyki pieszej i szlak rowerowy. W dolnym biegu potoku, na obrzeżu lasu, znajduje się niewielki ośrodek rekreacyjny, a na nim basen kąpielowy i hotel.

## Szlaki turystyczne
Jasenie – rozdroże Pod Obrštinom – Lomnistá dolina – Asmolovova chata – Struhárske sedlo – chata Durková – Sedlo Ďurkovej. Czas przejścia: 5 h, ↓ 3.50 h
  Asmolovova chata – pomnik J. Švermu. Czas przejścia: 40 min, ↓ 20 min
 Jasenie – rozdroże Pod Obrštinom – Lomnistá dolina – Asmolovova chata – Struhárske sedlo – Jasenianská dolina – leśniczówka Predsuchá – Suchá dolina – Panské sedlo – sedlo Kopcová – Ráztocké lazy – Ráztoka – Nemecká